# Belgische Supercup 1997
De Belgische Supercup van het seizoen 1996/97 vond plaats op woensdag 6 augustus 1997 in het Constant Vanden Stockstadion. Kampioen Lierse SK nam het op tegen Bekerwinnaar Germinal Ekeren. De landskampioen won met 1-0.

## Wedstrijddetails
|                                |             |       |                 | |
| 6 augustus 1997 20:00 Supercup | Lierse SK   | 1 – 0 | Germinal Ekeren | Constant Vanden Stockstadion, Anderlecht Toeschouwers: 7.000 Scheidsrechter: Marcel Javaux (België) |
| 6 augustus 1997 20:00 Supercup | Huistra 73' |       |                 | Constant Vanden Stockstadion, Anderlecht Toeschouwers: 7.000 Scheidsrechter: Marcel Javaux (België) |

| Lierse | Germinal |

| Lierse SK:     |                      |     |
|                |                      |     |
| GK             | Philippe Vande Walle |     |
| RWB            | David Brocken        |     |
| CB             | Yves Serneels        |     |
| CB             | Claus Eftevaag       |     |
| CB             | Pascal Bovri         |     |
| LWB            | Nico Van Kerckhoven  |     |
| CM             | Tomasz Zdebel        | 89' |
| CM             | Frank Leen           |     |
| RW             | Robby Van de Weyer   | 46' |
| CF             | Ralph Hasenhüttl     | 78' |
| LW             | Pieter Huistra       |     |
| Wisselspelers: |                      |     |
| RB             | Carl Hoefkens        | 89' |
| CB             | Daniel Scavone       | 78' |
| RF             | Frederic Wilkin      | 46' |
| Coach:         |                      |     |
| Jos Daerden    |                      |     |

| Germinal Ekeren:  |                      |     |
|                   |                      |     |
| GK                | Jan Moons            |     |
| RB                | Marc Schaessens      |     |
| CB                | Alex Camerman        |     |
| CB                | Mike Verstraeten     |     |
| LB                | Nick Descamps        | 59' |
| RM                | Laurent Dauwe        | 81' |
| CM                | Emmanuel Karagiannis | 85' |
| CM                | Gunther Hofmans      | 75' |
| LM                | Ronny Van Geneugden  |     |
| RF                | Tomasz Radzinski     |     |
| LF                | Edwin van Ankeren    | 85' |
| Wisselspelers:    |                      |     |
| CB                | Rudy Moury           | 59' |
| CM                | Tom Vandervee        | 85' |
| CM                | Cvijan Milošević     | 75' |
| CF                | Alex Czerniatynski   | 85' |
| RF                | Fiorenzo Serchia     | 81' |
| Coach:            |                      |     |
| Herman Helleputte |                      |     |

1979 · 1980 · 1981 · 1982 · 1983 · 1984 · 1985 · 1986 · 1987 · 1988 · 1989 · 1990 · 1991 · 1992 · 1993 · 1994 · 1995 · 1996 · 1997 · 1998 · 1999 · 2000 · 2001 · 2002 · 2003 · 2004 · 2005 · 2006 · 2007 · 2008 · 2009 · 2010 · 2011 · 2012 · 2013 · 2014 · 2015 · 2016 · 2017 · 2018 · 2019 · 2020 · 2021 · 2022 · 2023 · 2024